# Kish
Denna artikel behandlar den forntida staden Kish i Mesopotamien. För andra betydelser, se Kish (olika betydelser).

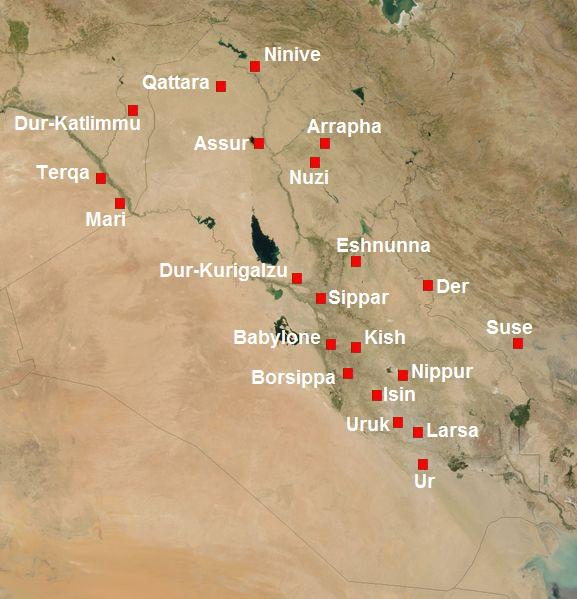
Mesopotamien 1000-talet f.Kr.

Kish (arabiska: Tall al-Uhaymir) var en sumerisk stad i Mesopotamien (egentligen namnet på den grupp kullar som omgav staden) mellan 3000 f.Kr. och 650 e.Kr. vid floden Eufrat cirka 80 km söder om Bagdad i dagens Irak.
I Kish har arkeologiska utgrävningar dokumenterat bl.a. begravningsplatser, en ziggurat tillägnat stadsguden Zababa (omkring 2500 f.Kr.) och ett tempel tillägnat gudinnan Inanna.
Härskarna i Kish, som Enmebaragesi (2800 f.Kr.), gjorde anspråk på att vara de första efter syndafloden och långt sedan staden förlorat i betydelse kallade sig härskare från andra platser "Kung av Kish". Dessa kungar redovisas i den s.k. sumeriska kungalistan och inkluderar Sargon I och senare Nabukadnezzar.

## Dynastier
Kish var liksom andra riken i Mesopotamien under perioden en självstyrande stadsstat med kontroll över sitt närliggande markområde.

### Första dynastin
Enligt den Sumeriska kungalistan var Kish förste kung efter syndafloden Jushur som enligt listan skall ha härskat i 1200 år. Hans efterträdare var Kullassina-bel, vilket egentligen är en akkadisk mening som betyder "de var alla herre". Detta har lett till förslaget att Kullassina-bel inte är namnet på en kung utan snarare symboliserar en period utan centralt styre i Kish. Efter Kullassina-bel följer nio kungar med djurnamn såsom Zuqaqip (skorpion). Dessa namn samt andra tidiga namn som hör ihop med Kish tyder på att befolkningen talade ett östsemitiskt språk. Den polsk-amerikanske historikern Ignance Gelb identifierade Kish som centrumet för den tidiga östsemitiska kulturen.
Den tolfte konungen av Kish var Etana vilken noteras som "herden som uppsteg till himmelen och sammanförde alla de främmande länderna". Etanas styre har aldrig blivit arkeologiskt bevisat och han omnämns annars endast i senare Mesopotamisk mytologi. Etana anses av vissa vara Kish förste kung och även dess grundare.
Den tjugoandre konungen av Kish enligt sumeriska kungalistan var Enmebaragesi. Han är den förste kungen av Kish där det finns arkeologiska bevis för hans styre. Detta då två vasfragment av alabaster bär hans namn. Det finns även fyra fragment där han går under namnet Me-Baragesi och omnämns som lugal (kung) av Kish. Enmebaragesi skall enligt kungalistan ha besegrat riket Elam och han omnämns även i Gilgamesheposet där han och hans son Aga är rivaler till Dumuzid "fiskaren" och Gilgamesh (tidiga kungar av staden  Uruk).
Enmebaragesis son Aga var den siste kungen i Kish första dynasti enligt sumeriska kungalistan. 
Det finns några tidiga kungar av Kish kända genom arkeologiska fynd vars namn ej står med på den Sumeriska kungalistan. Dessa är bland annat Utug eller Uhub som skall ha besegrat staden Hamazi och Mesilim som lät uppföra tempel i städerna Adab och Lagash där han verkar ha haft någon form av kontroll.

### Andra dynastin
Startades av kung Susuda efter ett lyckat uppror mot det elamitiska riket. Andra dynastin bestod av sju eller åtta kungar och avslutades i och med att Kish besegrades av stadsstaten Hamazi. Den sista kungen i andra dynastin var Lugulngu.

### Tredje dynastin
Består enbart av kung Kug-bau, den enda kvinnan i sumeriska kungalistan. Kug-bau omnämns likt de andra i kungalistan som "lugal", alltså kung, och verkar inte gå under annan beteckning på grund av sitt kön. Kug-bau verkar ha friat Kish från utomstående härskare (troligen genom revolt) och sedan styrt riket. Under hennes regenttid erövrades Kish senare av Akshak. Kug-baus son Puzur-suen verkar sedan befria Kish igen och grundade därmed fjärde dynastin.

### Fjärde dynastin
Kish fjärde dynasti grundades av Kug-baus son Puzur-suen. Denne verkar efter att riket en kort tid varit underkastat riket Akshak gjort uppror och befriat landet. Fjärde dynastin har sju eller åtta kungar men efter Ur-zababa verkar riket ha varit en Vasallstat till akkadiska riket. Dynastins sista konung är Nanniya (juveleraren eller stenarbetaren) och under dennes regenttid faller riket till riket Uruk. Under århundradena efter fjärde dynastins fall tillföll landet flera olika riken och gjorde flera gånger uppror, samtliga uppror misslyckades dock och Kish blev aldrig mer självständigt och staden övergavs under den seleukidiska eran. I de omkringliggande kullarna fanns dock fortfarande bosättningar fram till 600 e.Kr.
Fjärde dynastin utmärker sig i konungalistan då det är först då som Kish härskare får mer trovärdiga regentlängder. Innan fjärde dynastin är kungarna nedskrivna som om de skulle ha härskat i flera hundra år.